# Episodi di Che Dio ci aiuti (prima stagione)
La prima stagione della serie televisiva Che Dio ci aiuti, composta da 16 episodi, è andata in onda in prima visione e in prima serata Rai 1 e Rai HD dal 15 dicembre 2011 al 2 febbraio 2012.
| nº | Titolo                       | Prima TV         |
| -- | ---------------------------- | ---------------- |
| 1  | Fantasmi                     | 15 dicembre 2011 |
| 2  | Innocenti bugie              | 15 dicembre 2011 |
| 3  | Incubi                       | 22 dicembre 2011 |
| 4  | Prova d'esame                | 22 dicembre 2011 |
| 5  | L'apparenza inganna          | 29 dicembre 2011 |
| 6  | Azione e reazione            | 29 dicembre 2011 |
| 7  | Le vite parallele            | 5 gennaio 2012   |
| 8  | Donne e motori               | 5 gennaio 2012   |
| 9  | Sotto la maschera            | 12 gennaio 2012  |
| 10 | La bambina ritrovata         | 12 gennaio 2012  |
| 11 | Il gusto della vita          | 19 gennaio 2012  |
| 12 | Fuga per la verità           | 19 gennaio 2012  |
| 13 | Il fantasma del palcoscenico | 26 gennaio 2012  |
| 14 | La verità e altri impicci    | 26 gennaio 2012  |
| 15 | Corsa contro il tempo        | 2 febbraio 2012  |
| 16 | Compagni di scuola           | 2 febbraio 2012  |

## Fantasmi
- Diretto da: Francesco Vicario
- Scritto da: Elena Bucaccio

### Trama
Mentre Don Matteo sta con la sua bici a Gubbio, cade dalla bici mentre sta per venire investito da due suore che hanno un furgone e così suggerisce loro di chiamare il loro bar "Angolo divino".
Convento degli Angeli, Modena: Suor Angela riesce a convincere la propria madre superiora, Suor Costanza, ad aprire nel convitto un bar: l'Angolo Divino. Tutto ciò per scongiurare la chiusura del convento a causa di una carenza di vocazioni e di una serie di difficoltà economiche. Nel corso dei lavori di ristrutturazione viene ritrovato, murato, il cadavere di Edoardo Lanzi, un uomo scomparso sei anni addietro, figlio di un noto imprenditore locale, Roberto Lanzi. All'arrivo della polizia Giulia Sabatini, una delle operaie, si imbatte in Marco Ferrari, ispettore di polizia, col quale ha avuto in passato una breve relazione. Suor Angela per dimostrare l'innocenza di Cristina una novizia, sorella di un amico di Edoardo morto per colpa sua in prigione e secondo la polizia è entrata in convento solo per nascondere il cadavere, si trova a indagare per conto suo. Nel corso delle indagini si scopre che l'assassino è la moglie di Giorgio Lanzi, fratello della vittima. La risoluzione del caso permette a Suor Angela di far riprendere i lavori e convincere Giulia a restare in convitto con sua figlia, Cecilia, la quale fino ad allora viveva in un pulmino con la madre, mentre Cristina lascia il convento in quanto ha capito che non è la sua strada. Nel frattempo Marco, ignaro che Cecilia sia la figlia di Giulia, chiama i servizi sociali per abbandono di minore, Cecilia invece denuncia Marco al telefono azzurro per molestie. L'intervento di Suor Angela riesce a stemperare gli animi. Il convitto viene animato dall'arrivo di Margherita,  che è a Modena per studiare e che vive per la prima volta lontano da casa. Un'improvvisa telefonata spinge Suor Angela a recarsi da una certa Eleonora Provasi. Questo incontro fa rievocare a Suor Angela un episodio doloroso del suo passato: insieme ad alcuni amici, da ragazza, partecipò ad una rapina, nel corso della quale morì il marito della donna. perdona  suor angela e la invita a prendersi cura del figlio che, una volta rimasta vedova, aveva abbandonato in tenera età: Marco.
- Altri interpreti: Terence Hill (Don Matteo) Sarah Maestri (Suor Cristina), Carlo Sabatini (Roberto Lanzi), Massimo Reale (Giorgio Lanzi), Carlotta Lo Greco (moglie di Giorgio Lanzi), Orietta Notari (Eleonora Provasi), Licia Navarrini (madre di Margherita), Andrea Cagliesi (assistente sociale), Luciano Miele (padre di Margherita), Pamela Saino (Suor Angela da giovane).
- Ascolti: telespettatori 7 332 000 – share 25,35%[1].

## Innocenti bugie
- Diretto da: Francesco Vicario
- Scritto da: Elena Bucaccio

### Trama
Raoul Sermonti è trovato in fin di vita nel giardino una villa-albergo, Villa Letizia, per una caduta dalla finestra nel corso del proprio addio al celibato: del tentato omicidio è accusata la futura moglie Delphine, l'unica presente quando Raoul è trovato in fin di vita. Suor Angela cerca di intromettersi nelle indagini, non solo perché capisce che Delphine è innocente ma anche per conoscere meglio Marco, il quale lavora nel commissariato che sta indagando sul caso Raoul. Suor angela capisce che marco è un uomo solo, burbero ma intelligente; così decide di prendersi cura di lui. L'occasione propizia si ha quando le tubature dell'acqua dell'appartamento situato sopra quello di Marco si rompono, provocando ingenti danni: Suor Angela invita Marco ad abitare in convento offrendogli la casa vuota del custode e lo accompagna sul luogo dell'indagine a Villa Letizia (l'ispettore, infatti, ha uno stipendio troppo basso e non può permettersi di mantenere un mezzo motorizzato): proprio lì, la suora si accorge che il portafoglio di Marco è uscita di tasca, così vi fruga di nascosto e scopre dei post-it con scritto "con te è finita" con cui Marco lascia una donna per un'altra. Dopo vari rifiuti e notti passate a dormire in ufficio, Marco accetta la proposta di suor angela, raccontandole che è stato rifiutato come inquilino da tutti i proprietari a cui si era rivolto per affittare un appartamento, per motivi a lui completamente oscuri. Si scopre Suor Angela ha parlato malissimo di lui (sia come persona che come poliziotto) ai proprietari cui Marco, appena prima, aveva chiesto di affittare la casa.
Intanto Margherita, ospite del convento di Suor Angela che lavora nell'ospedale dove Arturo è in coma, scopre che la sostanza blu che si trovava sui vestiti e sulle mani di Arturo al momento della caduta era fertilizzante: suor Angela e Marco si recano a Villa Letizia, trovano la centralina che commando l'irrigatore del fertilizzante e scoprono che gli orari di irrigazione non coincidono con quelli in cui Delphine era nella villa. Inoltre, grazie a due ricerche su internet una fatta in convento Giulia e una fatta da Marco, si scopre che quello di Raoul dev'essere stato un tentato suicidio: l'uomo era indebitato con un usuraio il quale, una volta catturato dalla polizia, racconta di non avere ucciso Raoul ma che lui doveva dei soldi, per cui lo aveva minacciato di fare la spia con Delphine. Questo conferma che Delphine è innocente, cosicché è liberata e, accompagnata da Suor Angela, va a trovare Raoul in ospedale: lui si sveglia dal coma, racconta a Delphine tutta la verità e dichiara di volerla ancora sposare.
L'arrivo di Marco nel convitto provoca il forte disappunto di Giulia, che nel frattempo, terminati i lavori da muratore, è stata assunta come cameriera nel bar. Convinta da Suor Angela, Giulia confida a quest'ultima che Marco è il padre biologico di Cecilia perché anni addietro aveva una breve relazione con lui: questi però, per motivi tutt'altro che chiari, lasciò Giulia dopo due settimane, per giunta con un post-it. Alcuni giorni dopo Giulia aveva scoperto di essere incinta tuttavia e si era recata da Marco per dirgli la verità, trovandolo già tra le braccia di un'altra donna: a quel punto aveva deciso di portare avanti da sola la gravidanza, di rinunciare ai suoi studi e di mantenersi come muratore.
Suor Angela, sapendo che Giulia ha detto la verità grazie ai post-it scoperti nel portafogli di Marco pronuncia la sua tipica frase "Che Dio ci aiuti" e convince Suor Costanza ad accettare che l'ispettore abiti nella casa vuota del custode.
Nel convento arriva anche Azzurra, la bellissima, ma anche viziatissima, ventenne, figlia del ricco notaio Leonardi; questi chiede a Suor Costanza ed a Suor Angela di ospitare la figlia nel convitto, con l'intento di farle smettere di sperperare lo stipendio paterno con vestiti, scarpe e trucchi firmati e di farla studiare per laurearsi in giurisprudenza. All'inizio, Azzurra trova il convento un'orribile prigione, nonostante le venga lasciata la sua collezione di trucchi, scarpe e vestiti; poi, però, si convince a restare in convento quando Marco, che Azzurra trova molto bello, si stabilisce anch'egli in convento.
- Altri interpreti: Riccardo Polizzy Carbonelli (notaio Leonardi), Hariett McMasters-Green (Delphine), Laura Redini Aragon, Fabio De Caro (usuraio), Leonardo Castellani (portiere dell'albergo)
- Ascolti: telespettatori 6 285 000 – share 25,99%[1].

## Incubi
- Diretto da: Francesco Vicario
- Scritto da: Elena Bucaccio

### Trama
I servizi sociali fanno visita al convento per verificare che Giulia sia idonea a fare da madre a Cecilia. Tuttavia gli esiti non sono brillanti a causa di una serie di circostanze fortuite. Tutto ciò inasprisce il rapporto tra Giulia e Marco, con grande disappunto da parte di Suor Angela. Intanto un incendio doloso provoca un'intossicazione ad una neonata, Giorgia, ed alla babysitter che era in casa con lei. Giorgia, figlia di Matilde, una cara amica di Suor Angela, è in gravi condizioni. Matilde ha anche una seconda figlia, adottata, Puy, la quale spesso è vittima di incubi a causa della tragica fine della sua vera famiglia, che perì anni addietro in un incendio. Azzurra fa di tutto per farsi cacciare dal convitto: prima si veste in modo inappropriato, poi rientra tardi la sera ed infine ruba dei soldi dalla cassetta delle offerte. Una sera Suor Angela, al rientro di azzurra in convitto, le rivela tutto il suo affetto e le manifesta la volontà di non volerla cacciare in alcun modo. Azzurra, sentendosi forse per la prima volta amata davvero da qualcuno, desiste dal suo proposito. Marco riesce ad arrestare il colpevole dell'incendio, ovvero il fidanzato della babysitter, che aveva incautamente lasciato cadere un mozzicone di sigaretta ancora acceso a terra; Giorgia intanto è ormai fuori pericolo. Cecilia e Suor Angela riescono a far desistere i servizi sociali dal portar via cecilia a Giulia. Giulia non riesce ad eliminare in tempo un video, che lei stessa aveva trovato per vendicarsi dei problemi con gli assistenti sociali causati da Marco a lei e Cecilia, in cui viene ripreso Marco mentre arresta un infiltrato, mandando a monte una delicata operazione. Marco, deriso da tutti i presenti nell'Angolo Divino, non prende affatto bene la cosa.
- Altri interpreti: Chiara Ricci (Matilde), Andrea Cagliesi (assistente sociale), Emanuele Ruzza (fidanzato della babysitter), Beatrice Aiello (babysitter), Sara De Torres, Giuseppe Bottone, Leandro Amato (marito di Matilde).
- Ascolti: telespettatori 5 717 000 – share 20,26%[2].

## Prova d'esame
- Diretto da: Francesco Vicario
- Scritto da: Elena Bucaccio

### Trama
Uno studente viene trovato privo di sensi all'interno di un'aula di una scuola, intossicato da una sostanza chimica sparsa sul pavimento. I primi sospetti si concentrano su di un gruppo di bulli che imperversa nella scuola. Suor Angela intanto cerca di far avvicinare Marco a Cecilia manomettendo i turni al bar di Giulia ed obbligando Marco ad accompagnare cecilia a scuola. Michele, il ragazzo intossicato, si riprende ma si dimostra reticente: Suor Angela capisce che intende proteggere Viola, figlia del preside ed amica dei bulli. Cecilia intanto invia, di nascosto dalla madre, una lettera al conservatorio per sostenere l'esame di ammissione. Di sera si esercita all'organo, venendo scoperta prima da Suor Angela e poi da Marco, che le fanno i complimenti. Arriva il giorno dell'esame e Marco si offre di accompagnarla; nel corso dell'esibizione Cecilia viene sostenuta da Marco e riesce quindi a superare la prova. Giulia, venuta a sapere dell'ammissione di Cecilia al conservatorio, si arrabbia con Suor Angela, ignorando che in realtà sia stato Marco ad accompagnare cecilia giulia infatti non vuole illudere cecilia: non può sostenere le spese per mantenere cecilia al conservatorio. Le indagini si concludono con l'arresto del preside, che aveva cosparso il pavimento con quella sostanza chimica di notte per far ricadere la colpa sui bulli che stavano portando sulla cattiva strada sua figlia Viola, ignorando che in quel momento ci fosse anche Michele. Suor Angela riesce a far ottenere una borsa di studio a Cecilia mentre Marco, ormai affezionato a cecilia e conscio del suo talento, decide di vendere un quadro di grande valore a cui tiene molto per comprarle un pianoforte, facendo in modo che il regalo resti anonimo.
- Altri interpreti: Marco Casazza (preside), Antonio Friello (professore), Vincenzo Alfieri (bullo), Mattia Bartoli, Ilaria Serrato (Viola), Elena Presti (madre di Michele).
- Ascolti: telespettatori 5 265 000 - share 20,92%[2].

## L'apparenza inganna
- Diretto da: Francesco Vicario
- Scritto da: Elena Bucaccio

### Trama
Suor Angela e Suor Costanza, recatesi a casa di Elvira Casalgrande, una ricca benefattrice, per chiederle un contributo per l'acquisto di una nuova caldaia, scoprono il cadavere di Elvira I sospetti della polizia ricadono su Fernando De Meira, ballerino sudamericano che aveva ricevuto 30.000 euro dalla donna per aprire una scuola di ballo senza poi portare a termine il progetto. L'occasione per incastrare Fernando è un ballo di beneficenza in onore della defunta, a cui Marco decide di partecipare grazie all'invito in possesso di Azzurra. Azzurra però si fa male ad una gamba e Suor Angela convince Giulia ad andare al posto suo. Nel corso della serata i due ricordano di essere già stati allo stesso ballo anni addietro; Marco e Giulia sembrano riavvicinarsi nel momento in cui ballano insieme, tuttavia all'improvviso Giulia se ne va. Marco ne approfitta per arrestare Fernando. Fernando confessa di aver usato i soldi per pagare il dottor Ricciardi, responsabile dell'arrivo in Italia, clandestinamente, della sua fidanzata. Ricciardi, interrogato, confessa di aver ucciso Elvira, che aveva scoperto i suoi traffici illeciti.
- Altri interpreti: Roberto Chevalier (collaboratore di Elvira Casalgrande), Franklin Santana (Fernando De Meira), Rosario Coppolino (dottor Ricciardi).
- Ascolti: telespettatori 6 146 000 – share 22,08%[3].

## Azione e reazione
- Diretto da: Francesco Vicario
- Scritto da: Elena Bucaccio

### Trama
Un neonato, Matteo, scompare dal reparto di neonatologia. Lui è il figlio di Ermete, amico di Suor Angela che ora si trova in carcere e che ha deciso di pentirsi. La polizia teme che il bambino sia stato rapito da Germano Frontoni, ex capo di Ermete e tuttora latitante. Azzurra fa una scommessa con Margherita: riuscirà a farsi invitare a cena da Marco. Cecilia intanto avverte il bisogno di avere un padre e cerca di trovare un compagno per sua madre. Frontoni viene arrestato, ma si professa innocente. Azzurra intanto cerca in tutti i modi di farsi invitare da Marco a cena, ma con scarsi risultati. Suor Angela infine scopre che in realtà il rapimento è tutta una messinscena architettata dalla madre  che non voleva che il figlio crescesse col padre e che potesse essere rapito da Frontoni.  suor angela convince Marzia a dare una seconda possibilità al marito. Marco, proprio nel momento in cui Azzurra decide di arrendersi, decide di invitare azzurra a cena per festeggiare la chiusura del caso. Giulia, recepito il desiderio di Cecilia di avere un padre, si reca da Marco per raccontargli che Cecilia è sua figlia, tuttavia assiste al bacio tra marco ed Azzurra. Contrariata per ciò che ha visto, decide di desistere dal suo proposito.
- Altri interpreti:Miriam Candurro (Marzia, moglie di Ermete, madre di Matteo), Ludovica Tinghi (infermiera),  Alessandro Cremona (Ermete), Giancarlo Matteucci
- Ascolti: telespettatori 5 711 000 – share 23,59%[3].

## Le vite parallele
- Diretto da: Francesco Vicario
- Scritto da: Elena Bucaccio

### Trama
Norma Angiolucci, ambiziosa studentessa, viene ritrovata priva di vita in un'aula universitaria. Il principale sospettato è il professore di crittografia Lando Dall'Arca, col quale norma aveva una relazione. L'intento di norma era quello di sedurre il docente per ottenere il posto di ricercatrice che contendeva a Valentina Cavalieri, Giulia riceve una lettera dalla facoltà di Ingegneria: deve sostenere un esame entro un mese per non perdere quelli già sostenuti in passato. Suor Angela la convince a riprendere gli studi. Marco intanto fa coppia fissa con Azzurra, anche se Suor Angela cerca in tutti i modi di ostacolare questa relazione.  suor angela va a trovare in carcere il professore,  che le confida di star lavorando ad un algoritmo alla base di un crittosistema innovativo ed indecifrabile e di avere, per tale motivo, molti nemici. Margherita intanto è alle prese con l'arrivo a Modena dei suoi genitori, che sono convinti che si sia iscritta a pediatria, mentre lei invece si è iscritta ad anatomopatologia. Suor Angela la invita a dire la verità, tuttavia Margherita non ci riesce, siccome pensa che questa notizia possa deludere la sua famiglia, in cui sono pediatri da generazioni. Marco intanto supporta Giulia nella preparazione del suo esame, che viene superato a pieni voti. Il professore viene scarcerato, infatti il vero colpevole è il suo assistente, Nicola, il quale ha ucciso norma perché norma aveva rubato una formula contenuta nell'algoritmo. Giulia accetta l'invito a cena di Ruggero  Nello stesso ristorante in cui si trovano i due giungono anche Marco ed Azzurra i quali chiariscono di voler condurre una relazione poco impegnativa. Giulia, vedendo Azzurra baciare Marco, bacia Ruggero.
- Altri interpreti: Stefano Abbati (Lando Dall'Arca), Andrea De Bruyn (Nicola), Francesca Valtorta (Valentina Cavalieri), Francesco Falabella (fidanzato di Norma)
- Ascolti: telespettatori 5 430 000 – share 19,92%[4].

## Donne e motori
- Diretto da: Francesco Vicario
- Scritto da: Elena Bucaccio

### Trama
Pietro Caprara, designer della Maserati, cade da una finestra del suo appartamento. Sembra si tratti di tentato suicidio, anche perché attraverso il suo computer sono stati trafugati alcuni importanti progetti aziendali. Tuttavia nello studio di Pietro, situato a casa sua, viene ritrovato un mozzicone di sigaretta sporco di rossetto, facendo quindi pensare ad un tentato omicidio. Giulia, pentita del bacio datogli, cerca di allontanare Ruggero. Ruggero intuisce la cosa e le concede tutto il tempo che le serve per riflettere. Suor Angela si reca in ospedale per andare a trovare Pietro, che è in coma. Qui incontra una ragazza, Veronica, la quale si allontana non appena giunge la moglie di Pietro, Emanuela, che è incinta. Suor Angela, recatasi al night club dove lavora Veronica, scopre che lei è la figlia di Pietro. Poco dopo viene arrestata con l'accusa di aver tentato di uccidere il padre. Marco, assieme a Italo Nuzzi, arresta il vero colpevole, cioè il fratello di Emanuela, Roberto, il quale ha rubato i progetti di Pietro per arricchirsi.  Pietro si risveglia e può riabbracciare Emanuela e Veronica. Margherita, convinta da Suor Angela, racconta la verità ai genitori, proprio quando loro stanno per lasciare il convento. Giulia, infine, decide di continuare la relazione con Ruggero 
- Altri interpreti: Giancarlo Ratti (Matteo Casiraghi, amico di Pietro Caprara), Lidia Cocciolo (Veronica Regini Caprara), Paolo Romio (Roberto), Massimiliano Croce, Caterina Misasi (Emanuela Caprara, moglie di Pietro), Licia Navarrini (madre di Margherita), Luciano Miele (padre di Margherita).
- Ascolti: telespettatori 5 155 000 – share 21,26%[4].

## Sotto la maschera
- Diretto da: Francesco Vicario
- Scritto da: Elena Bucaccio

### Trama
Lara, una delle ragazze della casa-famiglia di Padre Bernardo, decide di lanciarsi nel mondo dello spettacolo, lasciando la comunità. Ciò provoca le ire di padre Bernardo lara viene avvicinata da Patrizio Mesiti, agente di spettacolo, che le promette facili guadagni. La prima notte trascorsa lontano dalla casa-famiglia, in un residence, subisce delle molestie da patrizio, il quale viene ritrovato ferito da una cameriera, che incolpa Lara dell'aggressione. Suor Angela intanto coinvolge Marco e Giulia nella realizzazione della scenografia per la recita di carnevale dei bambini della comunità di Padre Bernardo. Lara, disperata, si rifugia da Suor Angela, professandosi innocente. Una sera, mentre sono impegnati nell'allestimento della scenografia, Marco e Giulia si addormentano sul palco, costruito per la recita, tenendosi per mano; il giorno seguente vengono scoperti da Suor Angela ed Azzurra, che non gradisce. Marco ringrazia giulia per essere riuscita a farlo dormire: marco infatti ha il problema di non riuscire a riposare nel corso di un'indagine. Lara intanto viene scoperta e arrestata dallo stesso Marco. Padre Bernardo la va a trovare in carcere e la perdona. Suor Angela si scusa con Marco per non avergli detto della presenza di Lara in convento e per farsi perdonare gioca una partita a tennistavolo con lui nel cuore della notte. Margherita rischia di soffocare a causa di un nocciolo d'oliva, ma viene salvata da Carlo, un giovane medico di cui si innamora a prima vista. Lara viene ben presto rilasciata: il vero colpevole è il portiere del residence, Ernesto Carmignati. Ernesto voleva vendicarsi dell'agente, il quale aveva reclutato sua figlia, morta due anni prima per overdose dopo una serata in discoteca. Suor Angela riesce a far desistere Ernesto dal suicidarsi. Durante la recita di carnevale dei bambini della comunità di Padre Bernardo, Azzurra si accorge della crescente intesa tra Marco e Giulia.
- Altri interpreti: Francesco Arca (Patrizio Mesiti), Aura Rolenzetti (attrice), Federico Tocci (Ernesto Carmignati), Dar'ja Bajkalova (Lara), Sofia Bruscoli (Marika, amica di Azzurra)
- Ascolti: telespettatori 6 615 000 – share 22,29%[5].

## La bambina ritrovata
- Diretto da: Francesco Vicario
- Scritto da: Elena Bucaccio

### Trama
Azzurra lascia Marco con un post-it, convinta che ormai lui sia interessato a Giulia. Intanto dopo otto anni viene ritrovata Barbara, una bambina scomparsa all'età di tre anni nel corso di una gita vicino ad un fiume. La bambina, figlia di Monica e di Sergio Ravasi, racconta tramite interprete in quanto ha dimenticato l'italiano di aver vissuto in Romania in un campo rom e di aver saputo dei suoi reali genitori solo alla morte di quella che credeva essere sua madre. Lo stesso giorno viene ritrovato il cadavere di un rumeno di etnia rom, un certo Igor Stadu. Azzurra aiuta Camillo, un bambino della comunità di Padre Bernardo innamorato di lei, a rinnovare il suo look ed a difendersi da un bullo che lo tormenta a scuola. Suor Angela, amica dei Ravasi, non è del tutto convinta che quella bambina sia Barbara, per cui chiede a Marco di approfondire il caso, in realtà sia lui che Oscar trovano la storia strana. Margherita chiede ad Italo di aiutarla nella ricerca di Carlo, il medico di cui si è innamorata. Italo segretamente innamorato di lei, pur riluttante, accetta. Suor Angela scopre che la bambina in realtà non è Barbara, dopo aver visto la sua reazione a un articolo in italiano: il suo nome è Ilina, proviene da un campo nomadi vicino a Roma ed Igor Stadu era suo zio, il quale l'aveva convinta a spacciarsi per Barbara per avere una vita migliore, specialmente ora che la bambina era rimasta orfana. Sergio Ravasi, che ascolta la confessione, confida a suor angela di aver pagato un riscatto per riavere la bambina che credeva essere sua figlia e di aver capito, col passare dei giorni che non lo è . Tuttavia ha preferito non dire nulla a Monica poiché quella bambina le aveva ridato la gioia di vivere, ma arriva la polizia che arresta l'uomo dato che ha scoperto dal cellulare della vittima che lo ha chiamato più volte, del riscatto e della vera identità della bambina con un test del DNA, giungendo alla conclusione che abbia ucciso il rom per vendicarsi della truffa . Monica, dopo aver saputo la verità, allontana ilina da casa sua e la lascia in convento. Marco intanto insegna a Cecilia ad andare in bicicletta. Ilina rivela a Suor Angela di essere stata in una fattoria disabitata a Modena per qualche giorno prima di andare dai Ravasi. Marco, con l'aiuto di Giulia, trova l'indirizzo della fattoria in questione e decide di andare a controllare il posto da solo. Qui viene colpito dall'amico di Vincenzo Ravasi, fratello di Sergio, il quale aveva ideato il piano con Igor Stadu per guadagnare dei sold, viste le sue difficoltà economiche. L'uomo si è recato nella fattoria perché è in essa che ha ucciso Stadu, spinto dall'avidità, ed intende quindi cancellare le prove del suo coinvolgimento incendiandola. Giulia, preoccupata dall'assenza di Marco, si precipita alla fattoria, ormai in fiamme, e riesce a portarlo in salvo. L'assassino di Stadu viene arrestato, mentre Monica si rassegna alla morte di Barbara e decide di adottare Ilina. Marco, al termine di una giornata in cui ha rischiato di morire, ringrazia Giulia di averlo salvato e la bacia.
- Altri interpreti: Selvaggia Quattrini (Monica), Gian Piero Rotoli, Gianluigi Fogacci (Sergio Ravasi), Lucia Loffredo (interprete), Cristian Stelluti (amico di Vincenzo Ravasi)
- Ascolti: telespettatori 6 063 000 – share 24,86%[5].

## Il gusto della vita
- Diretto da: Francesco Vicario
- Scritto da: Elena Bucaccio

### Trama
Marianna Limbiati, aiuto cuoco di un noto ristorante, muore soffocata a causa di un incendio, doloso, divampato nel locale: l'autopsia, fatta clandestinamente da Margherita, rivela che in realtà Marianna è stata uccisa con un colpo alla testa e che quindi l'incendio è stato un diversivo.
Marco, non sentendosi pronto per una storia seria, confida a Giulia di voler restare solo amici. Giulia, pur nascondendolo, rimane molto delusa.
Intanto viene rubato il pulmino di Suor Angela, che supplica Marco di ritrovarglielo al più presto: nel mezzo infatti si trovano tutti i regali per la pesca di beneficenza organizzata in convento. Suor Angela si reca dal signor Bellomo, proprietario e chef del locale  proprio mentre lui tenta il suicidio; riesce a fermarlo e gli fa una promessa di aiuto nella realizzazione di un pranzo di beneficenza.
Cecilia chiede a Marco di accompagnarla ad una corsa coi sacchi per padri e figli; Marco, dopo la delusione inflittagli da Giulia, si rifiuta, suscitando la rabbia di Suor Angela: Marco, a questa punto, confida di aver sofferto tanto in passato per l'inaffidabilità delle persone e di non voler far soffrire chi gli sta intorno, evitando quindi qualsiasi coinvolgimento affettivo. Per fortuna Ruggero, venuto a sapere della gara di Cecilia, si offre di accompagnarla al posto di Marco: cecilia accetta.
Margherita intanto è distrutta perché Carlo, con cui si è fidanzata da poco, le annuncia di doversi trasferire a Boston
Azzurra viene bocciata all'esame di diritto romano, nonostante l'aiuto di Suor Angela a studiare, e capisce che l'università che aveva pensato di riprendere non fa per lei. Quando suo padre, il notaio Leonardi, lo scopre accusa azzurra di essere una fallita.
Suor Angela riesce scopre che l'assassino di Marianna Limbiati è Bellomo, grazie ad una confessione che riesce a strappargli facendo leva sulla sua bontà d'animo: Bellomo, infatti, aveva difeso e scagionato un altro cuoco del ristorante accusato di aver appiccato l'incendio. Grazie all'aiuto di suor angela, Bellomo riesce a confessare che, in seguito ad un ictus aveva perso il senso del gusto e aveva un patto con Marianna: lei avrebbe assaggiato i piatti al posto suo e lui le avrebbe svelato tutti i suoi segreti in cucina. La sera dell'omicidio però Marianna, rivelatasi ambiziosa di aprire un proprio ristorante, gli disse di voler andare via, venendo meno ai patti: Bellomo sapendo della rovina a cui andava incontro senza di lei, decise di ucciderla con il colpo in testa provocando poi l'incendio per far passare la morte di Marianna come un incidente, senza però l spregiudicatezza di far ricadere la colpa sia altre persone.
Infine Marco, dopo che Bellomo gli si consegna, fa felice Suor Angela: riesce a ritrovare il suo pulmino e tutti i regali della pesca di beneficenza. Suora Angela convince Marco ad andare alla corsa coi sacchi di Cecilia ma, rimasto senza benzina, arriva troppo tardi: cecilia ha già vinto la corsa con Ruggero. Giulia racconta a Ruggero di un bacio ricevuto da Marco: Ruggero non la prende bene e se ne va stizzito. 
- Altri interpreti: Riccardo Polizzy Carbonelli (notaio Leonardi), Andrea Lupo (Luigi Miranti, ex cuoco del signor Bellomo), Eraldo Turra (signor Bellomo).
- Ascolti: telespettatori 6 720 000 – share 22,92%[6].

## Fuga per la verità
- Diretto da: Francesco Vicario
- Scritto da: Elena Bucaccio

### Trama
Suor Angela, mentre fa la spesa con Marco, viene rapita da un evaso. Marco, vedendosi puntata contro una pistola, è costretto a lasciar andare via il malvivente, il quale costringe  suor angela a fargli da autista. L'evaso, che si professa innocente, libera suor Angela fuori città. Marco, ignaro che Giulia gli abbia raccontato del loro bacio, nota una certa ostilità nei suoi confronti da parte di Ruggero, che affida le indagini ad Oscar Mario, 
Margherita decide di lasciare il convento e di partire per Boston con Carlo. Il latitante, il cui nome è Andrea Giolitta, è accusato di omicidio colposo e di omissione di cautele antinfortunistiche: un suo operaio è morto in cantiere cadendo da un ponteggio sei mesi prima.
Il notaio Leonardi è intenzionato ad allontanare Azzurra dal convento e ad iscriverla ad una università privata svizzera e Azzurra finge di non opporsi al volere del padre. Andrea si reca a casa di Francesca Conti, la sua compagna: non può avvicinarla perché si rende conto che l'abitazione è presidiata dalla polizia, ma riesce comunque a scoprire che francesca è incinta.
Suor Angela, dispiaciuta per le imminenti partenze di Margherita ed Azzurra, prega tutta la notte; confortata da Suor Costanza, 
suor angela capisce che la cosa più giusta da fare è lasciarle andare. Le preghiere di Suor Angela non si rivelano, però, vane: Margherita, giunta in aeroporto, decide di tornare indietro e lascia che Carlo parta da solo. Azzurra invece capisce che ha bisogno dell'aiuto di Suor Angela per cambiare se stessa, rifiuta il trasferimento a costo di perdere ogni forma di sostentamento economico da padre del padre.
Marco, dopo aver rifiutato di incontrare sua madre per diversi anni, decide di rintracciarla; nel frattempo, marco scopre anche che, in realtà, l'operaio morto sei mesi prima era stato ucciso da Ivano Bassi, un altro operaio di Giolitta. L'operaio motori, infatti, aveva scoperto che Bassi utilizzava del cemento scadente (rinvenuto da Giulia, ex muratrice, che si era introdotta di nascosto nel cantiere su consiglio di Suor Angela); questo per poter intascare una parte dei soldi stanziati per i lavori.
Con uno stratagemma la polizia riesce a catturare Giolitta, la cui pena (per la sola evasione dal carcere) sarà attenuata in un nuovo processo; per questo Francesca lo perdona e gli dice che lo aspetterà.
Infine Marco scopre che la madre che aveva rintracciato è morta alcuni mesi prima e cerca conferma recandosi al cimitero, dove trova la tomba di sua madre e di suo padre. Distrutto per la terribile verità di cui è venuto a conoscenza, ritorna in convento, dove assiste al bacio tra Ruggero e Giulia. 
- Altri interpreti: Riccardo Polizzy Carbonelli (notaio Leonardi), Luca Barreca (Carlo), Chiara Chiti (Francesca Conti), Raffaele Esposito (Andrea Giolitta)
- Ascolti: telespettatori 6 297 000 – share 24,92%[6].

## Il fantasma del palcoscenico
- Diretto da: Francesco Vicario
- Scritto da: Elena Bucaccio

### Trama
In un teatro viene aggredito Alfredo Boner, direttore amministrativo del teatro Alfredo viene ritrovato nel camerino di Arianna Muratori, una delle ballerine del teatro. Alcuni dei tecnici pensano che il colpevole sia un fantasma, il quale pare che infesti il teatro da molti anni. A Giulia viene notificata l'archiviazione della pratica relativa all'affido di Cecilia. Leggendo la lettera nota i dati anagrafici di Suor Angela e scopre che mancano due giorni al suo compleanno: decide quindi di organizzarle una festa a sorpresa. Azzurra intanto inizia a cercare un lavoro per mantenersi economicamente: i primi tentativi non vanno a buon fine. Giulia coinvolge anche Margherita, Azzurra e Cecilia e Francesca nei preparativi per la festa, mentre Suor Angela inizia ad insospettirsi: le ragazze infatti, per non farsi scoprire, la evitano.  suor angela però travisa tutto e crede che Giulia stia organizzando i preparativi per il suo matrimonio con Ruggero Luciano Madeddu, responsabile tecnico del teatro in cui è stato aggredito Boner, chiede ospitalità a Suor Angela per sé e per suo figlio Leone, sostenendo di aver perso le chiavi di casa. Marco viene a sapere della festa a sorpresa da Ruggero e manifesta a Giulia il suo disappunto per non essere stato coinvolto nei preparativi. Margherita intanto soffre per la lontananza di Carlo: Nuzzi prova a consolarla. Luciano confessa a suor angela di averle chiesto ospitalità perché sono sette mesi che è stato sfrattato e non sa dove far dormire il bambino, che vede solo nei fine settimana essendosi separato dalla moglie. La polizia scopre che Luciano dorme in teatro e lo arresta. Luciano ammette che Alfredo aveva scoperto il luogo in cui dormiva il giorno dell'aggressione e che per tale motivo aveva minacciato di licenziarlo, ma si dichiara innocente. Giulia informa anche Suor Costanza e Padre Bernardo della festa, mentre Cecilia si riappacifica con Marco, marco scopre che la colpevole dell'aggressione è Marta, la costumista del teatro. Marta infatti avrebbe perso il posto di lavoro a causa di una serie di tagli che Alfredo intendeva attuare. Il giorno del compleanno di Suor Angela arriva e, prima dei festeggiamenti, le viene mostrato un video di auguri, realizzato da Cecilia e montato da Marco.  suor angela felice, si commuove. Ruggero approfitta della serata per chiedere a Giulia di sposarlo: Giulia accetta subito.
- Altri interpreti: Renato Marchetti (Luciano Madeddu), Luisa De Santis (Marta)
- Ascolti: telespettatori 6 967 000 – share 23,05%[7].

## La verità e altri impicci
- Diretto da: Francesco Vicario
- Scritto da: Elena Bucaccio

### Trama
Margherita, stanca di condurre una relazione a distanza, lascia Carlo. Marco, intento a riparare un lampadario del convitto, viene a sapere che mancano solo tre settimane alle nozze di Giulia e, distrattosi, cade dallo scaletto marco riporta una distorsione alla caviglia, che lo costringe a restare su una sedia a rotelle per una settimana. Intanto un cadetto dell'accademia militare di Modena, Marcello Nicoli, cade da una sopraelevata e viene ricoverato in ospedale. Ruggero affida le indagini a Marco, nonostante lo scetticismo di Oscar Mario. Marco indaga per la prima volta da solo da quando ha arrestato un infiltrato e mandato a monte una complessa operazione di polizia. Viste le sue condizioni, è costretto ad accettare l'aiuto di Suor Angela, che lo accompagna nei suoi spostamenti. I primi sospetti si concentrano su un ex cadetto, denunciato da Marcello Nicoli ed in seguito espulso per atti di nonnismo ai danni di Luca Bezza, suo compagno di stanza in accademia. Azzurra intanto lavora come lettrice per Ettore Salvemini, un anziano e burbero scrittore. Ettore, sebbene sia infastidito dall'ignoranza di Azzurra rimane colpito dalla sua schiettezza. Cecilia, dispiaciuta per l'incidente che gli è capitato, va a trovare Marco e lo abbraccia. Cecilia sebbene non ne sia del tutto convinta, accetta la decisione della madre di sposare Ruggero. Giulia intanto chiede a Margherita e ad Azzurra di farle da testimoni di nozze: le ragazze, felici, accettano. Marcello Nicoli si risveglia dal coma ma, interrogato, si dimostra reticente. Marco, con l'aiuto di Suor Angela, scopre che il ragazzo, figlio di un generale, non ama la vita militare, ma desidera fare l'attore di teatro. Il cadetto ha deciso di mettere da parte il suo amore per il teatro dopo la morte del fratello soldato, sentendosi in dovere di onorarne la memoria. Messo alle strette, confessa di essere caduto accidentalmente mentre percorreva la strada che dal teatro porta all'accademia: quella sera era in programma il suo ultimo spettacolo.  suor angela gli fa capire che la cosa più giusta da fare è seguire la propria passione, convincendo il ragazzo a dire la verità al padre. Suor Angela confessa a Giulia di non essere molto convinta del suo matrimonio con Ruggero e la invita a dare un'altra possibilità a Marco. Giulia le dice di avergliela già data e che questi ha preferito non avere una relazione stabile con lei per la seconda volta.  suor angela capisce che Marco non si fida delle donne poiché non conosce il motivo per il quale sua madre l'ha abbandonato. Quindi si reca nella stanza di Marco, il quale le dice per la prima volta che le vuole bene poiché si è presa cura di lui in tutti questi mesi. suor angela con non poca difficoltà, rivela a marco di aver partecipato in gioventù ad una rapina in una tabaccheria, nel corso della quale rimase ucciso un commesso di nome Michele Ferrari, suo padre: marco resta senza parole.
- Altri interpreti: Marco Iannitello, Nicola Marchi, Luigi Moretti (generale Nicoli), Stefania Ugomari (fidanzata di Marcello Nicoli), Giorgio Capitani (Ettore Salvemini)
- Ascolti: telespettatori 6 370 000 – share 26,01%[7].

## Corsa contro il tempo
- Diretto da: Francesco Vicario
- Scritto da: Elena Bucaccio

### Trama
Marco, venuto a sapere la verità sulla morte di suo padre, decide di lasciare il convitto. Marco infatti non riesce a perdonare Suor Angela, suor angela che ha causato tanto dolore a sua madre e che lo ha indirettamente costretto a crescere in un istituto.  suor angela prima di lasciarlo partire, gli consegna una scatola, affidatale da sua madre prima che morisse e destinata a lui. Intanto al convento giunge Anna, la madre di Giulia. Anna è a Modena perché è stata avvisata da Cecilia delle imminenti nozze di Giulia. Giulia però non è molto contenta di rivederla: la madre infatti è stata poco presente nella sua vita, anche dopo la morte di suo padre. Anna, vittima di uno scambio di valigia, trova in quello che credeva essere il suo bagaglio una pistola ed un ritaglio di giornale che parla di una festa di beneficenza, organizzata dalla famiglia Rosselli, che si terrà fra tre giorni. Marco scopre che la madrina della festa, Elsa Santé, in passato era stata vittima di un'aggressione. Elsa vecchia diva del cinema, consegna alla polizia alcune lettere minatorie, facendo supporre che l'obiettivo dell'assassino sia lei. Marco chiede a Giulia e ad Azzurra di aiutarlo nelle indagini: loro gli rispondono che lo aiuteranno a patto che lui si riavvicini a Suor Angela. Marco decide di rinunciare alla loro collaborazione, mentre Suor Angela soffre per la sua lontananza. Ruggero su suggerimento di Giulia, obbliga Marco a ritornare al convitto per proteggere Anna da un'eventuale aggressione da parte dell'assassino. Azzurra intanto si dedica alla lettura del libro regalatole da Ettore e scopre che il protagonista del romanzo è proprio Ettore Il libro parla di un uomo che viene lasciato dalla moglie dopo che lui si dimentica di partecipare ad un ballo organizzato solo per loro due Ettore compreso solo in quel momento quanto sia importante per lui sua moglie, non può più rimediare ai suoi errori e vive il resto dei suoi giorni da solo nella loro vecchia casa. Suor Angela scopre che in realtà le lettere minatorie erano state scritte da elsa Santé: elsa infatti, sentendosi ormai dimenticata da tutti, voleva riacquistare un po' di popolarità. Azzurra, venuta a sapere che Ettore è gravemente malato, organizza un ballo nel chiostro del convento, permettendogli idealmente di partecipare a quel ballo a cui non era andato diversi anni addietro. Ettore commosso, le dice di volerle bene e di essere orgoglioso di lei. Marco e Suor Angela scoprono che il bersaglio dell'assassino è Riccardo Rosselli: Riccardo infatti alcuni anni fa aveva ucciso tre persone in un incidente stradale in Svizzera. Rosselli, attirato nell'acetaia di famiglia, viene salvato da Suor Angela, la quale riesce a convincere Paul, l'assassino, a desistere dal suo intento.  suor angela gli spiega che la vendetta non gli restituirà i suoi cari e che la cosa giusta da fare è perdonare chi si è pentito del male che ha fatto. Marco, colpito dal caso che ha appena risolto, decide di perdonare suor angela e di restare al convitto. Marco giunto a casa, decide di aprire la scatola che gli aveva lasciato sua madre: al suo interno trova, tra le altre cose, alcune foto, degli articoli di giornale che parlano di lui ed una lettera, in cui sua madre gli dice di non essere stata capace di allevarlo dopo la morte di suo padre e di averlo seguito da lontano nei momenti più importanti della sua vita. La lettera si conclude con l'esortazione da parte della madre a non lasciar andare via il suo grande amore. Anna intanto lascia il convitto a causa di un impegno improvviso, deludendo nuovamente Giulia. Marco, nel cuore della notte, sveglia  Giulia le dice di amarla e le chiede di non sposarsi. Lei, stanca della sua incostanza, rifiuta il suo amore.
- Altri interpreti: Sydne Rome (Elsa Santé), Antonella Stefanucci (Anna Sabatini), Giorgio Capitani (Ettore Salvemini)
- Ascolti: telespettatori 7 848 000 – share 25,18%[8].

## Compagni di scuola
- Diretto da: Francesco Vicario
- Scritto da: Elena Bucaccio

### Trama
Marco riceve una lettera, che lo informa che la sua domanda di trasferimento è stata accolta: tra una settimana, proprio il giorno delle nozze di Giulia, partirà per Roma. Suor Angela gli chiede spiegazioni e lui le confessa che, dopo aver cercato in tutti i modi di riconquistare Giulia, l'unica cosa che gli resta da fare è andarsene per dimenticarla. Intanto al convento si presenta un uomo che chiede di una certa Lorenza Rapetti. Poco dopo si scopre che la donna che si cela dietro quel nome è proprio Suor Angela, che riconosce in quell'uomo il suo ex fidanzato ai tempi del liceo: Vittorio. I due partecipano ad una festa tra ex compagni di liceo organizzata da Amanda Ferri, amanda viene sorpresa da Francesca Molteni, sua ex migliore amica ai tempi della scuola, mentre si bacia con suo marito Sandro. Ne nasce un litigio, in cui Amanda accusa Francesca di averle portato via Sandro ai tempi del liceo e di averlo costretto a sposarla facendosi mettere incinta. Il mattino seguente viene rinvenuto il cadavere di Amanda: i primi sospetti si concentrano su Francesca. Cecilia viene a sapere dell'imminente trasferimento di Marco e rattristata e delusa, lo evita. Marco chiude il caso arrestando un ex compagno di classe di Amanda, Gianluca, il quale si era fatto prestare ad Amanda ben 100.000 euro per investirli in un affare che poi si era rivelato una truffa. Azzurra e Francesca organizzano un addio al nubilato per Giulia davvero originale: trasformano il chiostro del convento in una spiaggia, esaudendo un desiderio di Giulia: trascorrere una giornata al mare con loro e Margherita. Vittorio capisce che la Lorenza che aveva conosciuto da giovane non esiste più e che al suo posto c'è Suor Angela: dopo un ultimo ballo si congeda definitivamente da lei. Marco, compreso lo stato d'animo di Cecilia, le regala un computer per poter comunicare via Skype con lui. Cecilia però gli fa capire bruscamente che desidera parlare di persona con lui quando ne avrà voglia e lui le promette che quando vorrà correrà subito da lei. Cecilia, rincuorata, lo abbraccia. La notte prima del matrimonio, dopo aver festeggiato il suo addio al nubilato, Giulia viene assalita da mille dubbi: si rende conto di aver scelto Ruggero perché è un uomo affidabile e perché può essere un buon padre per cecilia, ma probabilmente non lo ama fino in fondo. Il giorno del matrimonio arriva e Marco, dopo aver salutato Giulia, si dirige alla stazione in taxi. Giulia invece sale assieme a Margherita e francesca , Cecilia, Azzurra e Suor Angela sul pulmino  per dirigersi in chiesa . mentre il mezzo è fermo nel traffico, nota che il quadro di Marco è esposto in una galleria d'arte ed Azzurra le rivela che marco lo ha venduto.  grazie a Giulia, capisce che Marco ha venduto il quadro per comprare il pianoforte a cecilia il periodo in cui è stato venduto coincide con quello in cui è arrivato il pianoforte al convento ed anche il suo prezzo è compatibile col valore economico del quadro. Resasi conto che Marco in realtà è cambiato, si precipita alla stazione, dove intanto Marco non ha avuto il coraggio di prendere il treno per Roma. Giunta sul posto, Marco le dice di non poter rinunciare a lei ed a Cecilia e le chiede di sposarlo. Lei, felice, accetta ma prima di baciarlo gli rivela che Cecilia è sua figlia.
- Altri interpreti: Massimo Ciavarro (Vittorio), Chiara Sani (Amanda Ferri), Francesca Calligaro (Francesca Molteni), Paolo Giommarelli (Sandro), Anita Pititto (ex compagna di liceo)
- Ascolti: telespettatori 7 449 000 – share 27,72%[8].